# Тейлстрайк

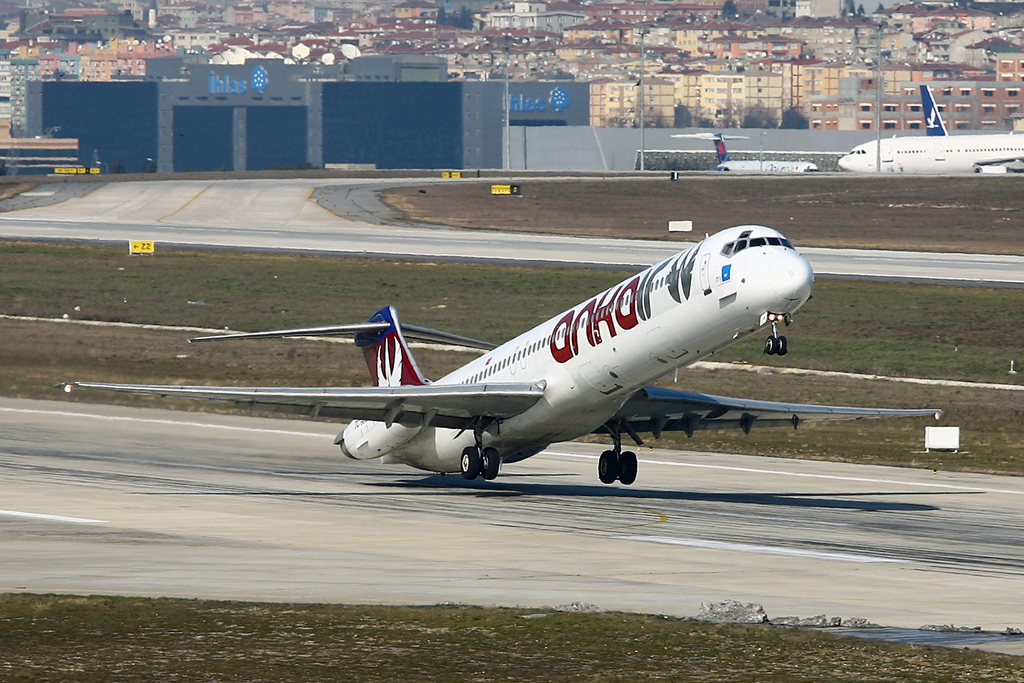
McDonnell Douglas MD-83 зачепив ЗПС хвостом під час злету.

Тейлстрайк (англ. tailstrike, дослівно «удар хвостом») означає небажане торкання злітно-посадкової смуги хвостом літака. Це може статися під час злету, якщо пілот надто круто піднімає літак, у результаті чого він досягає надто великого кута атаки, або під час посадки, якщо пілот занадто сильно потягне руль висоти безпосередньо перед приземленням і таким чином надто високо підніме ніс літака. Чим довший фюзеляж літака, тим вищий ризик удару хвостовою частиною, що остаточно обмежує довжину фюзеляжу літака для даної висоти шасі.
Близько 65 % тейлстралків відбуваються при посадці. При посадці такі удари зазвичай завдають більшої шкоди, оскільки хвостове оперення може вдаритися об ЗПС раніше за шасі і спричинити пошкодження кормової перегородки (див. нижче про катастрофу 1985 року під Токіо).
В більшості випадків безпосередньої загрози сам тейлстрайк не несе, оскільки хвіст будь-якого літака розрахований на те, щоб витримати такий удар. Члени льотного екіпажу навіть не завжди знають, що під час посадки стався тейлстрайк, оскільки не відчули удару.  Але навіть якщо тейлстрайк не призвів до аварії відразу ж, літак має бути ретельно оглянутий і полагоджений: відомі випадки, коли неналежним чином усунуті ушкодження після тейлстрайку призводили до катастрофи значно пізніше. Нижче наведено кілька прикладів авіакатастроф, що сталися через руйнування хвоста, пошкодженого внаслідок тейлстрайку за багато років до того.
У рамках сертифікації та стрес-тестів тейлстрайки спричиняються навмисно — наприклад, щоб визначити найменшу можливу швидкість зльоту літака при максимальному куті атаки.

## Запобіжні заходи
На сучасних літаках використовується ряд заходів, що дозволяють запобігти тейлстрайкам або мінімізувати їх наслідки.
- Виробник літака зазначає в документації максимально допустимий кут атаки, і пілот має дотримуватися цієї рекомендації.
- Комерційні літаки мають сильно похилий хвіст, що дозволяє збільшити кут атаки.
- Хвостова опора[de], що може являти собою металеве посилення нижньої частини фюзеляжу в хвостовій частині (Airbus), невелике додаткове колесо (Concorde) або висувний гребінь (Boeing 777).
- Для обов'язкових сертифікаційних випробувань, під час яких тейлстрайки спричиняють навмисно, розроблені спеціальні гідравлічні амортизатори, що захищають хвіст від пошкодження і в той же час обладнані опто- та п'єзоелектронними датчиками, що дозволяють визначити всі параметри, пов'язані з вантажопідйомністю хвостової частини літака.

## Найбільш примітні випадки тейлстрайків
- У 1977 перед катастрофою в аеропорту Лос-Родеос пілот Boeing 747 авіакомпанії KLM 4805 відчайдушно намагався злетіти, щоб уникнути зіткнення з Boeing 747 авіакомпанії Pan Am. Літак зміг відірватися від землі, але через надто велику злітну масу протягом приблизно 20 метрів торкався ЗПС хвостом, що ще більше зменшило його швидкість. Уникнути зіткнення не вдалося[3].
- 1985: катастрофа Boeing 747 під Токіо. У літака Boeing 747 під час посадки відвалився вертикальний хвостовий стабілізатор. Екіпаж зміг півгодини протримати некерований літак у повітрі, керуючи ним за допомогою двигунів, але врешті він врізався у гору. З 524 осіб на борту вижили тільки четверо (значна кількість пасажирів загинула вже на землі, оскільки рятувальники довго не могли дістатися місця катастрофи). Ця катастрофа стала другою за кількістю загиблих за всю історію авіації (після вищезгаданого зіткнення у Лос-Родеос) та найбільшою за участі одного літака. Розслідування показало, що літак не був належним чином відремонтований після того, як у 1978 році при посадці вдарився хвостом об ЗПС. Внаслідок цього через сім років недоремонтована кормова перегородка, що захищає літак від розриву через вищий внутрішній тиск, зруйнувалася ще під час набору висоти, і повітря з салону під високим тиском надходило до порожнини хвосту, що врешті призвело до відриву вертикального стабілізатора та втрати управління[4].
- Катастрофа в аеропорту Канзас-Сіті (1995)[en]. Вантажний Douglas DC-8 зазнав удару хвостовою частиною під час другої спроби здійснити зліт. Літак відірвався від землі, але зміг піднятися лише на приблизно 30 метрів і впав. Всі троє людей на борту загинули[5].
- У 2001 році літак Airbus A321 компанії Middle East Airlines ударився хвостом під час посадки в Каїрі. Ніхто не постраждав, але літак було серйозно пошкоджено. Протягом трьох місяців літак відремонтували та повернули до експлуатації[6]. З катастрофою цього ж літака у 2015 році цей інцидент не пов'язаний.
- 2002: катастрофа Boeing 747 над Тайванською протокою. Літак авіакомпанії China Airlines розвалився на висоті близько 11 км, внаслідок чого загинули всі 225 осіб, що перебували на борту. Руйнування літака було спричинене втомними тріщинами в результаті неналежного ремонту літака після тейлстрайку, що стався у 1980 році, за 22 роки до катастрофи[7].
- Аварія в аеропорту Мельбурн (2009)[en] — Airbus A340 не зміг відірватися від ЗПС (внаслідок недостатньої підйомної сили через друкарську помилку пілота при введенні до комп'ютера злітної маси) і протягом кількох сотень метрів торкався її хвостом. Врешті, вже за межами ЗПС, літак зміг піднятися в повітря, при цьому зачепивши антену радіомаяка і ледь не врізавшись в огорожу аеропорту. Літак cкинув паливо, повернувся до аеропорту та без подальших інцидентів приземлився. Його успішно відремонтували та продовжували використовувати до 2014, коли він був списаний[8].
- 2018 року Boeing 737-800 авіакомпанії Air India Express під час злету зазнав сильного удару хвостовою частиною об ЗПС, а потім зіткнувся з антеною курсового маяка та огороджувальною стіною міжнародного аеропорту Тіручираппаллі[en], що призвело до серйозних пошкоджень. Екіпаж спочатку вирішив продовжувати політ до ОАЕ, але отримав наказ приземлятися в Мумбаї. Посадка пройшла без інцидентів, літак був відремонтований за значні кошти[9].